# Диас, Айозе
Айо́зе Ди́ас Ди́ас (исп. Ayoze Díaz Díaz; 25 мая 1982, Сан-Кристобаль-де-ла-Лагуна, Испания) — испанский футболист, защитник.

## Карьера
Айозе родился в Сан-Кристобаль-де-ла-Лагуна, Канарские острова, где и начал играть за местную команду «Тенерифе». Он дебютировал в первой команде в сезон 2002/03. После половины сезона, он перебрался в команду Ла Лиги «Расинг», где он периодически играл в качестве защитника или полузащитника, в течение первых трёх сезонов. В сезоне 2006/07 Айозе был отдан в аренду в клуб «Сьюдад де Мурсия».
В сезоне 2007/08, так как «Расинг» достигнул первой стадии квалификации Кубка УЕФА, Айозе вошёл в основу, отодвинув легенду и ветерана клуба Луиса Фернандеса на скамейку.
В июле 2008 года Айозе подписал трехлетний контракт с «Мальоркой», заменив отданного в «Севилью» Фернандо Наварро. Во время своего первого сезона, он начал в резерве, из-за подписанного защитника Энрике Корралес. Концовку сезона Айозе провёл в стартовом составе.
В сезоне 2009/10, так как «Мальорка» заняла пятое место и получила право на участие в Лиге Европы УЕФА, Айозе полностью выиграл борьбу за место в составе у Корралеса, сыграв 33 матча.
Перед началом сезона 2011/12 Айозе перешёл из «Мальоки» в «Депортиво».

## Достижения
«Депортиво»
- Победитель Сегунды: 2011/12